# ハンドアウト
ハンドアウト（Handout)
- 講義や講演で聴衆に配布しておく事前資料のこと。講義の内容を補足するテキストや、講義内容の出典などが記される。日本の教育機関で教師が生徒に配るハンドアウトはプリントと呼ばれることがある。
- テーブルトークRPGでゲームマスター(GM)からプレイヤーに対して配布される資料全般のこと。この項目で詳述する。

ハンドアウトとは、テーブルトークRPG(TRPG)で使われる道具の一つ。ゲームプレイに必要な事前情報などをまとめた紙片を指す。
狭義ではシナリオハンドアウトのことを指す。

## 概要
テーブルトークRPGは、プレイ中にプレイヤーキャラクター(PC)が遭遇した場面の情景描写や、戦闘などにより発生するルールに基づいた判定処理の結果を、ゲームマスターが口頭でプレイヤーに対して伝えるゲームであるが、口頭ではなく、紙面で伝えた方が良いとゲームマスターが判断した場合に、ゲームマスターからプレイヤーに対して配布される紙に書かれた資料のことを、一般的に「ハンドアウト」という。日本では、1992年の時点で、コンベンションにおいてハンドアウトが使用されていたことが確認されている。
ハンドアウトの作り方や使い方にルールや決まりごとはない。プレイヤーのために作られた配布資料は全て等しくハンドアウトである。会話中心のゲームであるテーブルトークRPGでは、紙として資料を配布するという行為は強いアクセントを持つ。
ハンドアウトの主な使われ方としては、主に以下の三通りが存在する。
臨場感を増すための演出として使用する
ゲームプレイ中に、プレイヤーキャラクターが手紙や文書、地図等を手に入れたとき、実際に手紙や文書、地図などを模したものをプレイヤーに配布することがある。これらの小道具はテーブルトークRPGにおいてハンドアウトと呼ばれるものの一つを指す。
小道具ハンドアウトの使用は、手紙等に書かれた内容をただ口頭で述べるよりもはるかに臨場感を伝えられるだけでなく、長文などの場合は口頭よりも内容を伝えやすくする。また、「文字がかすれて読めない部分」などのトリックを仕掛けることもできる。
商業化されているシナリオには『クトゥルフの呼び声』のように小道具ハンドアウトが事前に準備されているものもある。シナリオでプレイヤーキャラクターが手に入れられる新聞記事のスナップや写真などの小道具がシナリオともに封入されている商品も存在する。
プレイヤーキャラクターの初期状況の解説
シナリオによっては、プレイヤーキャラクターがゲームシナリオ開始前にどんな状況におかれているかをゲームマスターが指定することがある。こにれは「君たちは今酒場にいる」といった簡単なものもあれば、「プレイヤーキャラクターがどのような事件に巻き込まれることによって、今回のシナリオの導入部に至ることになったか」を細かく設定する場合もある。
プレイヤーキャラクターの事前状況が細かく設定される場合は、口頭では冗長になって伝わりにくいことがある。そのような場合にプレイヤーキャラクターの初期状況を紙にまとめて、プレイヤーに配布するというテクニックがある。このとき配布される紙もまたテーブルトークRPGにおいてハンドアウトと呼ばれるものの一つである。
プレイヤーキャラクターの作成におけるレギュレーションを含めてハンドアウトに記入することもある。これについては#シナリオハンドアウトの項目で詳述する。
ルール・サマリ
テーブルトークRPGでは、ルールに精通していないプレイヤーのために、「今日のシナリオをプレイするのに最低限知っておくべきゲームルールやゲームデータ」を簡単にまとめた資料をプレイヤーに配布できる。ハンドアウトの作り方や使い方にルールや決まりごとはない。
ハンドアウトはゲームプレイの開始より前にゲームマスターが準備しておくべきものである。ゲームプレイの最中にプレイヤーに配布するためにハンドアウトを作り出すのは、ゲームプレイが中断されるため推奨される行為ではない。
また、ハンドアウトを過剰に多用すると、プレイヤーの手元に大量の資料が渡されるため、資料の整理に追われて逆効果になるケースも存在する。ハンドアウトはあくまでアクセントとして使われるべきものであり、基本的には口頭による描写を基本にすべきである。

## シナリオハンドアウト
シナリオハンドアウトとは、ファーイースト・アミューズメント・リサーチ社（以後、F.E.A.R.社と略する）のゲームで頻繁に使われるハンドアウトの形態である。
シナリオハンドアウトは上記で解説した「プレイヤーキャラクターの初期状況の解説」のために使われるハンドアウトの一種なのだが、以下の特性がある
- プレイヤーキャラクター一人一人ごとに、個別にハンドアウトが用意され、ハンドアウトごとにシナリオへの関わり方の前提が異なる。
- ハンドアウトごとに、キャラクター作成のためのレギュレーション（推奨されるキャラクタークラスなど）が記入されている。
- ハンドアウトごとに、その導入を選んだ場合に得られるボーナス（特殊能力、NPCとのコネクションなど）が記入されている。

つまり、参加者が5人いれば、5名それぞれにシナリオへの導入の仕方が別々に書いてあり、そしてそれぞれの導入に適したキャラクタークラスなどが書かれている。
シナリオハンドアウトは、原則的にはプレイヤーキャラクターの作成や成長を行なう前に渡される。プレイヤーは渡されたシナリオハンドアウトを見て、その導入に適したキャラクターを作成する。例えば以下のようなハンドアウトがあるとする。
推奨クラス：メイジ
「あなたは見習魔術師である。師匠から森の奥にある薬草を採ってくるように頼まれた。その道中であなたは血まみれで倒れている女性を発見した」
このようなシナリオハンドアウトなら、メイジのクラスのキャラクターの作成が推奨される。ここで書かれている導入を行なうには魔術師のキャラクターが一番自然であるために、推奨クラスでメイジが指定されている。またシナリオハンドアウトにおける推奨クラスの提示には「シナリオを遊ぶにあたって、このクラスがパーティの中に一人はいた方がシナリオをクリアしやすい」という事をプレイヤーに示す機能もある。パーティの中にメイジが一人はいないと解けないようなシナリオバランスの場合は、ゲームマスターは配布するシナリオハンドアウトの中にメイジを推奨クラスにしたものを事前に作成しておくべきである。
シナリオハンドアウトは、プレイヤーキャラクターがただの「パーティの部品」ではなく、一人一人にストーリー的なスポットが当てられるようなシナリオを行なうときに使用される。一つの事件に対して、プレイヤーキャラクターごとに関わる立場を変えてドラマやロールプレイを引き出しやすくするのがシナリオハンドアウトの目的である。個別の導入は、キャラクターがすでにパーティを組んでいることを否定しない。パーティを組んでいて、パーティ全員が同じ事件へ関わる中で、事件への関わり方のキャラクターごとに立場の違いを表した形でシナリオハンドアウトが作られている場合もある。
シナリオハンドアウトはテーブルトークRPGの全てのシナリオパターンで使用できるものではない。例えばダンジョン探索をメインに据えたシナリオの場合は、プレイヤーキャラクターの一人一人にストーリー的なスポットを当てるチャンスが少ない。このような時はシナリオハンドアウトの存在がゲームプレイの枷になることもあるので、シナリオハンドアウトを使用するかしないかはゲームマスターがシナリオごとに決定するのが基本である。
シナリオハンドアウトはプレイヤーキャラクターの作成を特定の形態に強制するものでなく、ゲームマスターからの推奨を提示するものである。プレイヤーがシナリオハンドアウトの導入に全く合わないキャラクターを作成したい場合は、ゲームマスターはプレイヤーと相談の上、妥協点を見出して、場合によっては変更可能な場所はプレイヤーの希望に合わせてシナリオハンドアウトの内容を変更した方が喜ばれることがある。
どのプレイヤーにどのシナリオハンドアウトを渡すかはゲームマスターが決められるが、プレイヤーが選ぶこともできる。コンベンションなど一期一会の相手とプレイする場合は、相手の嗜好がわからないためプレイヤーに選ばせることがある。プレイヤーに選ばせる場合は選択可能なハンドアウトの内容を全て公開してから、プレイヤー同士で相談させてハンドアウトを選んでもらう。これとは逆に、プレイヤーやキャラクターが継続するキャンペーンプレイの場合は二回目のプレイ以降はゲームマスターがプレイヤーキャラクターごとに似合ったハンドアウトを作ることもある。

### PC番号
シナリオハンドアウトには番号が振られていることがある。これはPC番号といわれることがある。PC番号はシナリオハンドアウトの優先順位であり、参加プレイヤーがシナリオ準備時点で不定の場合に使用される。シナリオハンドアウトをある程度多く準備しておき、実際の参加人数に合わせてPC番号が若い順に使用する。例えば、参加プレイヤー人数が3人のプレイの場合は、シナリオハンドアウトはPC番号が１～３のものをプレイに使い、4と5のものは使用しないことになる。F.E.A.R.社の商業シナリオでは想定プレイヤー人数をある程度の幅を持たせて作るために、シナリオハンドアウトが使われる場合はPC番号がつけられていることがある。
PC番号のつけかたは、シナリオにおけるキャラクターの立場の優先順位と、ゲームバランスにおける推奨クラスの優先順位の双方が絡むため、PC番号を意識したシナリオハンドアウトの作成は慣れないと困難なことがある。
なお、シナリオの主人公格のことを「PC1」と呼ぶ場合もある。これはPC番号の優先順位の問題で、PC1の番号がつけられたハンドアウトはシナリオの中心的な位置に立ちやすい導入になっているからである（シナリオのプレイ最低人数が3人程度の場合、PC1～3はどれも同じくらいはシナリオの中心的な位置に立てるように作られることがある）。PC番号が4や5になると「脇役的な立ち位置の導入」になることがあるが、これは逆に導入に縛られずに動きやすいというメリットもあり、また、シナリオハンドアウトはあくまで導入の形態を決めているだけのものであり、実際のプレイ中での立ち位置は、シナリオハンドアウトのPC番号よりも、プレイヤーキャラクターのそれぞれの行動による影響の方が大きい。